# Tajemnica Statuetki
Tajemnica Statuetki是由Metropolis軟件公司為DOS計算機開發和發布的1993年冒險遊戲。這是波蘭第一個冒險遊戲。他的情節圍繞著虛構的國際刑警組織代理人約翰·波拉克（John Pollack），他試圖解決與世界各地的各種古董盜竊有關的謎團。
雖然波蘭的盜版率很高，但是在出版時卻成功地出售了四千到六千冊，並在國內非常流行。儘管對遊戲機制和視聽設計的小規模批評，“Tajemnica Statuetki”因其情節和文化里程碑而得到讚揚，這有助於促進波蘭電子遊戲行業的合法化。